# 长白山道教学院
长白山道教学院，位于吉林省长白山保护开发区池南区，由吉林省道教协会主办，长白山道教协会承办。

## 简介
2014年起，长白山池南区政府建设讷殷古城，2016年在古城内建成灵应宫，作为长白山之神道场。池南区拟在讷殷古城城门区旁兴建长白山道教学院，结合建设长白山历史文化博物馆，并建设包括学堂、师生宿舍、食堂、图书馆、长白山之神雕塑等在内的建筑面积2万平方米的综合配套设施。
长白山道教学院委托吉林省道教协会主办，长白山道教协会承办，由吉林省民族事务委员会（吉林省宗教事务局）负责行政监督管理，联合中国道教学院师资力量，开办本科班四年、研究生班两年教程，其中研究生班直接从应届大学毕业生中招收。学院建成后拟每年招生300人，根据全真派的戒律要求学员。
2017年，中国道教协会正式批复同意设立长白山道教学院。2018年8月20日，长白山道教学院奠基仪式在长白山池南区讷殷古城举行，中国道教协会副会长、中国道教学院副院长孟至岭，中国道教协会副秘书长、吉林省道教协会会长赵理修，中共吉林省委宣传部原副部长、长白山文化研究会会长张福有，吉林省民宗委副主任安玉杰，鲁迅美术学院常务副院长田奎玉，长白山道教协会会长、长白山灵应宫监院杨宗浩，长白山管委会社会办副主任路金成等数百人参加。